# كارل فريدريك هينريتش
كارل فريدريك هينريتش (بالألمانية: Karl Friedrich Heinrich)‏ هو باحث في تاريخ العصور الكلاسيكية ألماني، ولد في 8 فبراير 1774 في Molschleben ‏ في ألمانيا، وتوفي في 20 فبراير 1838 في بون في ألمانيا.